# La taverna della libertà
La taverna della libertà est un film italien réalisé par Maurice Cam et sorti en 1950.
C'est la version italienne du film Drame au Vel'd'Hiv' du même réalisateur.

## Fiche technique
- Réalisation : Maurice Cam
- Adaptation : Piero Gherardi
- Image : Mario Montuori
- Musique : Enzo Masetti

## Distribution
- Umberto Spadaro
- André Le Gall
- Jacqueline Plessis
- Giulio Stival
- Jone Salinas
- Memo Benassi
- Armando Migliari
- Enrico Glori
- Gianni Santuccio
- Marco Vicario